# 米斯奧尼斯灣

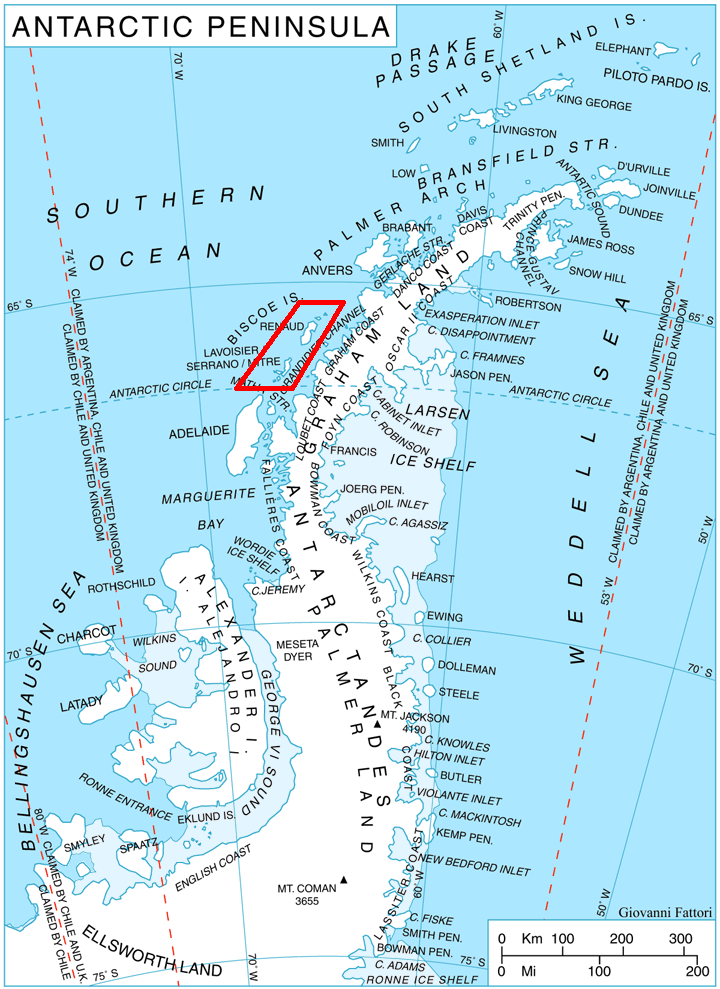

米斯奧尼斯灣（英語：Misionis Bay），是南極洲的海灣，位於葛拉漢地，處於皮克維克島東南岸，長2.35公里、寬1.6公里，入口處在庫塞夫角和普拉庫德角之間，現時由南極條約體系管理。